# Episodi di The Practice - Professione avvocati (sesta stagione)
La sesta stagione della serie televisiva The Practice - Professione avvocati è composta da 23 episodi ed è stata trasmessa negli Stati Uniti sul canale ABC dal 23 settembre 2001 al 19 maggio 2002.
In Italia è stata trasmessa da Rai 2 dal 17 febbraio 2007 al 24 giugno 2007.
| nº | Titolo originale           | Titolo italiano                  | Prima TV USA      | Prima TV Italia  |
| -- | -------------------------- | -------------------------------- | ----------------- | ---------------- |
| 1  | The Candidate: Part 1      | Il candidato: prima parte        | 23 settembre 2001 | 17 febbraio 2007 |
| 2  | The Candidate: Part 2      | Il candidato: seconda parte      | 23 settembre 2001 | 24 febbraio 2007 |
| 3  | Killing Time               | Tempo di uccidere                | 30 settembre 2001 | 3 marzo 2007     |
| 4  | Liar's Poker               | Debiti di gioco                  | 7 ottobre 2001    | 10 marzo 2007    |
| 5  | Vanished: Part 1           | L'uomo del parco (prima parte)   | 14 ottobre 2001   | 17 marzo 2007    |
| 6  | Vanished: Part 2           | L'uomo del parco (seconda parte) | 21 ottobre 2001   | 24 marzo 2007    |
| 7  | Honor Code                 | Il valore di una vita            | 4 novembre 2001   | 31 marzo 2007    |
| 8  | Suffer the Little Children | Il fratellino                    | 18 novembre 2001  | 14 aprile 2007   |
| 9  | Dangerous Liaisons         | Legami pericolosi                | 2 dicembre 2001   | 21 aprile 2007   |
| 10 | Inter Arma Silent Leges    | A testa alta                     | 9 dicembre 2001   | 28 aprile 2007   |
| 11 | Eyewitness                 | Testimone oculare                | 6 gennaio 2002    | 5 maggio 2007    |
| 12 | The Test                   | Il test                          | 13 gennaio 2002   | 11 maggio 2007   |
| 13 | Pro Se                     | Autodifesa                       | 10 febbraio 2002  | 12 maggio 2007   |
| 14 | Judge Knot                 | Trappola mortale                 | 17 febbraio 2002  | 18 maggio 2007   |
| 15 | Man and Superman           | Uomo e superuomo                 | 24 febbraio 2002  | 19 maggio 2007   |
| 16 | M. Premie Unplugged        | Diagnosi e giudizio              | 10 marzo 2002     | 25 maggio 2007   |
| 17 | Manifest Necessity         | L'inganno                        | 17 marzo 2002     | 26 maggio 2007   |
| 18 | Fire Proof                 | La prova del fuoco               | 7 aprile 2002     | 1º giugno 2007   |
| 19 | The Return of Joey Heric   | Cadaveri e ricatti               | 14 aprile 2002    | 2 giugno 2007    |
| 20 | Eat and Run                | Mordi e fuggi                    | 5 maggio 2002     | 9 giugno 2007    |
| 21 | Evil/Doers                 | Il cannibale                     | 12 maggio 2002    | 16 giugno 2007   |
| 22 | This Pud's for You (1)     | Il diritto di parlare (1)        | 19 maggio 2002    | 23 giugno 2007   |
| 23 | The Verdict (2)            | Avvocati in trincea (2)          | 19 maggio 2002    | 24 giugno 2007   |